# Zoé Chantre
Pour les articles homonymes, voir Chantre.
Zoé Chantre, née en 1981, est une artiste plasticienne, scénariste et réalisatrice française.

## Biographie
En 2007, Zoé Chantre est diplômée  à l'École supérieure des arts décoratif de Strasbourg. Ses réalisations prennent diverses formes : livres, films, photos, installations. En 2006, lors d'une résidence, elle publie avec Alexandra Pianelli Confidences de boutons. Entre 2006 et 2008, elles parcourent des zones rurales dans le canton d’Auberive. Elles proposent de transformer le domicile des personnes rencontrées en cinéma d'un jour. De cette expérience, elles en tirent un carnet de routes Projections privées .
En 2019, lors d'une résidence, elle réalise avec Jean-Pierre Larroche et les étudiants de l'école nationale supérieure d'art et de design de Limoges, un musée éphémère à Saint-Pardoux-la-Croisille. En 2021, elle propose une installation Les curieux monuments toujours à Saint-Pardoux.
En 2011, Zoé Chantre réalise son premier long métrage Tiens-moi droite. Il s'agit d'un documentaire-récit, sur ses migraines et productions de dessins. En 2021, elle réalise Le poireau perpétuel, journal autobiographique.

## Publications
- Alexandra Pianelli, Confidences de boutons, Strasbourg, École supérieure des arts décoratifs de Strasbourg, 2006, 104 p. (ISBN 2-9525648-0-9)
- La mélancolie, Paris, Graine d'encre, 2009, 41 p. (ISBN 978-2-9534945-0-1)

## Filmographie
- 2011 : Tiens moi droite, 65 min
- 2021 : Le Poireau perpétuel

## Prix
- Festival International de Cinéma de Marseille, 2021[8]
  - Mention spéciale, Prix Georges de Beauregard,
  - prix des lycéens,
  - mention spéciale du prix du Groupement National des Cinémas de Recherche